# Patrick De Koning
Patrick De Koning (Dendermonde, 23 de abril de 1961) es un deportista belga que compitió en tiro con arco, en la modalidad de arco recurvo.
Ganó dos medallas de bronce en el Campeonato Mundial de Tiro con Arco al Aire Libre, en los años 1979 y 1983, y una medalla de oro en el Campeonato Europeo de Tiro con Arco al Aire Libre de 1982.

## Palmarés internacional
| Campeonato Mundial al Aire Libre | Campeonato Mundial al Aire Libre | Campeonato Mundial al Aire Libre | Campeonato Mundial al Aire Libre |
| Año                              | Lugar                            | Medalla                          | Prueba                           |
| -------------------------------- | -------------------------------- | -------------------------------- | -------------------------------- |
| 1979                             | Berlín Occidental (RFA)          | Medalla de bronce                | Equipo                           |
| 1983                             | Los Ángeles (Estados Unidos)     | Medalla de bronce                | Equipo                           |
| Campeonato Europeo al Aire Libre |                                  |                                  |                                  |
| Año                              | Lugar                            | Medalla                          | Prueba                           |
| 1982                             | Kecskemét (Hungría)              | Medalla de oro                   | Equipo                           |